# Three Lions
Three Lions ist ein anlässlich der Fußball-Europameisterschaft 1996 in England veröffentlichter Song, der aus einer Zusammenarbeit der Comedians David Baddiel und Frank Skinner mit der britischen Popband The Lightning Seeds entstand. Baddiel und Skinner schrieben den Text, während Lightning-Seeds-Sänger Ian Broudie die Musik komponierte. Der Song wurde zwei Jahre später zur Fußball-Weltmeisterschaft in Frankreich mit einem neuen Text erneut veröffentlicht. Es ist einer von drei Songs, die mit unterschiedlichen Texten zweimal die Spitze der britischen Charts erreichten. Three Lions ist auch der Spitzname der englischen Fußballnationalmannschaft, auf deren Wappen sich drei Löwen befinden (angelehnt an das Wappen Englands).

## Text
Der Text sprach, was sehr unüblich ist für die meisten Fußballlieder, nicht von überschwänglichem Optimismus für den Sieg, erzählte aber davon, wie seit der Fußball-WM 1966, in der England Weltmeister wurde, jedes Turnier in zerstörten Hoffnungen und mit dem Gefühl endete, dass England nie wieder diese Höhen erreichen wird:

“Three Lions on a shirt, Jules Rimet still gleaming / Thirty years of hurt never stopped me dreaming”

„Drei Löwen auf dem Trikot, Jules Rimet glänzt immer noch / Dreißig Jahre des Schmerzes haben mich nicht vom Träumen abgehalten“

Das Intro des Songs beinhaltet Samples von pessimistischen Reportagen:
- “I think it’s bad news for the English game” (deutsch: „Ich denke, das sind schlechte Nachrichten für das englische Spiel“) (Alan Hansen)
- “We're not creative enough; we’re not positive enough” (deutsch: „Wir sind nicht kreativ genug; wir sind nicht überzeugt genug“) (Trevor Brooking)
- “We'll go on getting bad results” (deutsch: „Wir werden weiter mit schlechten Ergebnissen leben“) (Jimmy Hill)

Trotz der Fehlschläge in der Vergangenheit gab es bei jedem Turnier wieder frische Hoffnung, dass es diesmal das Jahr sein wird, in dem sie wieder gewinnen würden. Der Refrain des Lieds verkündete: “It’s coming home, it’s coming home, it’s coming, football’s coming home” (deutsch: „Er kommt nach Hause, er kommt nach Hause, er kommt, [der] Fußball kommt nach Hause“). Er wurde vom Turnierslogan “Football comes home” hergeleitet, der sich auf England, das Land, in dem das moderne Fußballspiel entstand, bezieht.

## Trackliste
Original 1996 CD Single
1. “Three Lions” (3:44)
2. “Three Lions (Jules Rimet Extend Mix)” (6:14)
3. “Three Lions (Karaoke Version)” (3:45)

## Andere Versionen
- Three Lions ’98 wurde zwei Jahre später zur Fußball-Weltmeisterschaft 1998 veröffentlicht. Nachdem das englische Team bei der Europameisterschaft nur knapp im Halbfinale durch Elfmeterschießen ausgeschieden war, ist der Text im Vergleich zum Original optimistischer gehalten, so wird statt “Thirty years of hurt” jetzt “No more years of hurt” gesungen. Allerdings wird die Traurigkeit nach der großen Enttäuschung von 1996 auch sehr ausführlich beschrieben. Das Lied beginnt mit der häufig wiederholten Aussage “we still believe”, die Hoffnung auf eine neue Chance machen sollte. Wie das Original erreichte auch diese Version Platz 1 der britischen Charts. Die 98er Version wurde für die Fußball-Weltmeisterschaft 2002 und 2006 wiederveröffentlicht. Für die Fußball-Weltmeisterschaft 2022 der Männer in Katar wurde eine neue Version veröffentlicht: “Three Lions (It’s Coming Home For Christmas)”. Auch hier wurde der Text angepasst, so dass aus “Thirty years of hurt” nun “56 years of hurt – for the men's game” wurde. Diese Textzeile spielt darauf an, dass die Frauenmannschaft im Sommer 2022 die Fußball-Europameisterschaft der Frauen 2022 gewann.
- 2006 wurde das Lied als DualDisc veröffentlicht. Auf der einen Seite war Three Lions und Three Lions ’98 und auf der anderen Seite die Musikvideos für beide Songs auf der DVD-Seite.
- Die niederländische Hermes House Band coverte das Lied als “Eagles on the shirt” (deutsch: „Adler auf dem Trikot“) oder “Heroes in the shirts” (deutsch: „Helden in den Trikots“)
- Für Werder Bremen wurde von „Die Original Deutschmacher“ eine Coverversion mit dem Titel „Das W auf dem Trikot“ veröffentlicht, die unter Fans sehr populär ist.
- Mundstuhl coverte den Titel für Eintracht Frankfurt unter dem Titel „Adler auf der Brust“
- Atze Schröder benutzt als Intro-Melodie für seine Solo-Tour Mutterschutz, allerdings wird dort gesungen: „Atze’s coming home, it’s coming home, it’s coming …“
- Der englische Comedian Russell Brand und der Sänger Robbie Williams veröffentlichten unter dem Bandnamen “The Squad” zur Fußball-Weltmeisterschaft 2010 ebenfalls eine eigene Version.